# 花兒·戴樂古
花兒·戴樂古（法語：Fleur Delacour），其全名為花兒·伊莎貝爾·戴樂古（Fleur Isabelle Delacour），是小說《哈利波特》系列的虛構人物。
她於中首次登場，是三巫鬥法大賽中作為代表法國波巴洞魔法學校的參賽鬥士。

## 角色概述
花兒·戴樂古的家中有父母和一個妹妹佳兒·戴樂古，由於其外婆是一名薇拉（Veela），所以她與妹妹均擁有四分之一的薇拉血統。花兒魔杖中的魔法物質是由薇拉（其外婆）的一根頭髮組成。由於擁有四分之一的薇拉血統，故她長得非常美麗動人，並繼承了薇拉銀白色的頭髮、黯淡的眼睛、標緻的外表，以及迷惑男性的能力。
花兒是法國波巴洞魔法學校的學生，於中與妹妹隨波巴洞到霍格華茲參與「三巫鬥法大賽」，並被選為代表該校的鬥士。花兒的說話帶有法語口音，學生時期的她顯得有些傲慢與自負，由於她討厭黑暗潮濕和味道過重的食物，故她曾經批評霍格華茲城堡的裝飾與食物味道，亦對鄧不利多在歡迎宴會的演講發出譏諷的冷笑，並且不認同讓哈利參賽。在三巫鬥法大賽期間，儘管花兒一開始表現得冷漠和不友好，但她的魔法得到了霍格華茲男孩們的欽佩（尤其是榮恩），然而在黑湖進行的黑湖考驗時，她受到滾帶落的阻撓而使任務失敗，哈利奮不顧身救出其妹佳兒的英勇行為，卻令她感到非常感激，縱使其妹並沒有真正的遇到危險。此後她對哈利以至霍格華茲的一切正式改觀，也轉變了先前看不上眼的榮恩·衛斯理態度，對霍格華茲的人變得更加友善。在最後一項任務前的家庭會面中，花兒認識了榮恩的大哥比爾·衛斯理，並對其產生興趣。由於花兒於最後一個任務中被擊昏，以致她在三巫鬥法大賽中最終獲得第四名。
隨後一年，花兒與比爾·衛斯理開始交往，畢業後的花兒隨比爾到古靈閣工作，後來二人於中訂婚，訂婚後她入住衛斯理家的洞穴屋與比爾同住。由於其直率的性格與批評的態度，花兒起初跟衛斯理家的女性成員相處得並不融洽：茉莉曾認為她不是兒子正確的選擇；金妮還為她取了「蛙兒」的外號以暗諷她的口音。在《混血王子的背叛》接近尾聲的天文塔之戰中，比爾被狼人焚銳·灰背襲擊而受到重創並毀容，茉莉由於比爾的傷勢而假設花兒不再希望嫁給比爾，因此她在很大程度上不贊成花兒的決定，然而花兒堅稱自己對比爾的感情不會因外貌而改變，他們的婚禮計劃亦不會改變，並自豪地宣稱比爾的傷口是勇敢的象徵：
|  | 我只是在乎他的長相嗎？我認為我一個人的美貌對我們倆來說已經足夠了！所有這些疤痕說明我的丈夫是勇敢的！ |

她對未婚夫的強烈而充滿愛意的忠誠讓她贏得從前不贊成二人結婚的大部分家庭成員的尊重（尤其是茉莉），更讓茉莉最終承認二人的愛是真誠的。茉莉與花兒於比爾的病床前和解，並表示要讓她在婚禮當天戴上牡丹姨婆的那件妖精製作的頭飾。由於焚銳·灰背在襲擊比爾的時候還處於人類的形態，故比爾只受到部分的狼人感染。
在霍格華茲大戰期間自願參加「七個波特」的行動，參與護送哈利安全前往洞穴居以保護哈利，他們倆也目睹了瘋眼穆迪遭佛地魔殺害。花兒與比爾於結婚，但其婚宴卻因魔法部倒台後遭到食死人發動的襲擊而中斷。婚後二人便一起搬到貝殼居的新家庭之中。榮恩在哈利與妙麗尋找分靈體的過程中離隊，花兒與比爾讓榮恩留在他們身邊。其後，這對新婚夫婦在這裡照料從馬份莊園救出的人，為他們提供一個安全的避風港。
花兒與比爾成為了復興鳳凰會的戰鬥成員，並在大戰中設法倖存下來。後來英國及法國魔法部均為她頒發了英勇勳章，以表彰她在霍格華茲大戰中的貢獻。
霍格華茲大戰後，花兒與比爾育有兩女一子，名為薇朵兒（Victoire）、多明妮奎（Dominique）以及路易斯（Louis）。《死亡圣器》小说的尾声部分提到了维克托娃，当时她正与泰迪·卢平，也就是卢平及唐克斯的独子交往，其恋情被哈利与金妮·波特的长子詹姆·小天狼星·波特在国王十字车站发现。

## 命名
看過原著的讀者討論過花兒的譯名，其名字「Fleur」則是取自法文裡的「花」。事實上根據羅琳的說法，這個名字源於法語短詞「fleur de la cour」，意思為「庭院之花」或「宮廷之花」。至於其中間名字，正確來說應是「伊莎貝爾（Isabelle）」，而不是第七集所譯的「伊莉莎白（Elizabeth）」，法國的伊莉莎白應該是翻譯作伊莎貝爾。

## 電影
在電影改編中，該角色由法國女演員克蕾曼絲·波西飾演。